# Lijst van Meesterwerken van het Mondeling en Immaterieel Erfgoed van de Federatie Wallonië-Brussel
De Lijst van Meesterwerken van het Mondeling en Immaterieel Erfgoed van de Federatie Wallonië-Brussel (Frans: Liste des chefs-d'œuvre du patrimoine oral et immatériel de la Fédération Wallonie-Bruxelles) bestaat sinds 2004 en bevat eind 2019 volgende immaterieel erfgoedelementen (waarvan er reeds acht zijn opgenomen door UNESCO als werelderfgoed):
| Immaterieel Erfgoed                                             | Benaming in het Frans                                | Locatie                                                       | Periode                                               | Inschrijving                          | Foto |
| --------------------------------------------------------------- | ---------------------------------------------------- | ------------------------------------------------------------- | ----------------------------------------------------- | ------------------------------------- | ---- |
| Carnaval in Binche                                              | Le Carnaval de Binche                                | Binche                                                        |                                                       | 2004 (nr.1) Ook UNESCO werelderfgoed  |      |
| Carnaval in Malmedy                                             | Le Carnaval de Malmedy                               | Malmedy                                                       |                                                       | 2004 (nr.2)                           |      |
| Folkloristische Stoeten tussen Samber en Maas                   | Les Marches de l'Entre-Sambre-et-Meuse               |                                                               |                                                       | 2004 (nr.?) Ook UNESCO werelderfgoed  |      |
| Sint-Gertrude-ommegang                                          | Le Tour Sainte-Gertrude de Nivelles                  | Nijvel                                                        | Jaarlijks op de zondag na Sint Michiel (29 september) | 2004 (nr.9)                           |      |
| Steltenlopers van Namen                                         | Les Joutes sur échasses de Namur                     | Namen                                                         |                                                       | 2004 (nr.10)                          |      |
| La Royale Moncrabeau van Namen                                  | La Royale Moncrabeau de Namur                        | Namen                                                         |                                                       | 2004 (nr.11)                          |      |
| Koninklijke vereniging van de Boogschutters van Visé            | La Société royale des Arbalétriers visétois          | Visé                                                          |                                                       | 2004 (nr.12)                          |      |
| Ducasse van Aat                                                 | La Ducasse d'Ath                                     | Aat                                                           |                                                       | 2004 (nr.13) Ook UNESCO werelderfgoed |      |
| De Meyboom (Brussel)                                            | Le Meyboom de Bruxelles                              | Ter Kamerenbos, Schaarbeek, Sint-Joost-ten-Node, Brussel-stad | Jaarlijks op 9 augustus                               | 2005 (nr.14) Ook UNESCO werelderfgoed |      |
| Ducasse van Bergen                                              | La Ducasse de Mons                                   | Bergen                                                        |                                                       | 2004 (nr.15) Ook UNESCO werelderfgoed |      |
| De Koninklijke compagnie van de oude haakschutters van Visé     | La Compagnie royale des Anciens Arquebusiers de Visé | Visé                                                          |                                                       | 2005 (nr.23)                          |      |
| Sint-Renildis-ommegang                                          | Le Tour Sainte-Renelde de Saintes (Tubize)           | Tubeke                                                        |                                                       | 2005 (nr.17)                          |      |
| De kunst van de valkerij                                        | L'art de la Fauconnerie                              |                                                               |                                                       | 2009 (nr.18) Ook UNESCO werelderfgoed |      |
| Ducasse van Messines                                            | La Ducasse de Messines                               | Mesen                                                         |                                                       | 2010 (nr.19)                          |      |
| De "Chaudeau" van Bois-d'Haine                                  | Le "Chaudeau" de Bois-d'Haine                        | Bois-d'Haine                                                  |                                                       | 2010 (nr.20)                          |      |
| De Koninklijke compagnie van de oude vrijhaakschutters van Visé | La Compagnie Royale des Francs Arquebusiers visétois | Visé                                                          |                                                       | 2010 (nr.21)                          |      |
| Ommegang van Brussel                                            | L'Ommegang de Bruxelles                              | Brussel-stad                                                  | Jaarlijks begin juli                                  | 2011 (nr.31) Ook UNESCO werelderfgoed |      |
| Royal Climbia's Club                                            | Le Royal Climbia's Club                              | Lodelinsart                                                   |                                                       | 2011 (nr.32)                          |      |
| Carnaval des Hoûres van Eben-Emael                              | Le Carnaval des Hoûres d'Eben-Emael                  | Eben-Emael                                                    |                                                       | 2011 (nr.33)                          |      |
| De Carnavals van de Vallei van de Viroin                        | Les Carnavals de la vallée du Viroin                 |                                                               |                                                       | 2012 (nr.34)                          |      |
| De beiaardcultuur                                               | La Culture du carillon                               |                                                               |                                                       | 2012 (nr.35)                          |      |
| De biercultuur                                                  | La Culture de la bière                               |                                                               |                                                       | 2012 (nr.36) Ook UNESCO werelderfgoed |      |
| De kunst van de staafmarionet                                   | L'art de la marionnette à tringle                    |                                                               |                                                       | 2013 (nr.37)                          |      |
| De "Chaudeau" van Wespes                                        | Le "Chaudeau" de Wespes (Fontaine-l’Évêque)          | Fontaine-l'Évêque                                             | Jaarlijks, op de eerste zondag van juli               | 2014 (nr.38)                          |      |
| De Koninklijke Vereniging "Les Chinels" van Fosses-la-Ville     | La Société Royale "Les Chinels" de Fosses-la-Ville   | Fosses-la-Ville                                               |                                                       | 2014 (nr.39)                          |      |
| De kunst van de jachthoorn                                      | L'Art des sonneurs de trompe                         |                                                               |                                                       | 2016 (nr.40)                          |      |
| De fritkotcultuur                                               | La Culture Fritkot belge                             |                                                               |                                                       | 2016 (nr.41)                          |      |
| Vreugdevuur van Barbençon                                       | Le Grand feu de Barbençon                            | Barbençon                                                     | Jaarlijks, op de zondag na Vette Dinsdag              | 2018 (nr.42)                          |      |
| De Cramignon                                                    | Le Cramignon                                         | Basse-Meuse                                                   |                                                       | 2019 (nr.43)                          |      |